# Wincenty Phạm Hiếu Liêm
Św. Wincenty Phạm Hiếu Liêm (wiet. Vinh-Sơn Phạm Hiếu Liêm) (ur. ok. 1731 w Trà Lũ, prowincja Nam Định, zm. 7 listopada 1773 w Ðồng Mơ, prowincja Ha Tay) – dominikanin, męczennik, święty Kościoła katolickiego.

## Życiorys
Wincenty Phạm Hiếu Liêm urodził się w Trà Lũ w rodzinie szlacheckiej. Jego rodzicami byli Antoni Doãn i Maria Doãn, która była bardzo pobożna. Wincenty Phạm Hiếu Liêm w wieku 12 lat zaczął uczyć się w seminarium w Lục Thuỷ. Po otwarciu w 1738 r. przez króla Hiszpanii Filipa V uczelni na Filipinach, dominikanie zdecydowali się wysłać Wincentego Phạm Hiếu Liêm do Manilii w celu dalszej kontynuacji nauki. We wrześniu 1753 Wincenty Phạm Hiếu Liêm wstąpił do zakonu dominikanów. W 1758 r. przyjął święcenia kapłańskie. 3 października 1758 r. wyruszył w drogę powrotną do Tonkinu, gdzie dotarł 20 stycznia 1759. Został nauczycielem w seminarium w Trung Linh. Po niedługim czasie opuścił seminarium i zajął się ewangelizacją mieszkańców. Jego działalność nie podobała się miejscowym władzom. Aresztowano go razem z dwoma pomocnikami Mateuszem Vũ i Józefem Bích 2 października 1773. Zostali pobici, a następnie pieszo zaprowadzeni do Hưng Yên, gdzie spotkali innego uwięzionego dominikanina ojca Casteñeda. Zostali postawieni przed wicegubernatorem i królewskim ministrem. Na noc zamknięto ich w klatce. Przybycie wysokiego ministra spowodowało ich szybkie przesłanie do Hanoi. Po kilku dniach król Wietnamu wydał wyrok śmierci. Zostali ścięci 7 listopada 1773 r.

## Kult
Dzień wspomnienia: 24 listopada w grupie 117 męczenników wietnamskich.
Beatyfikowany 20 maja 1906 r. przez Piusa X. Kanonizowany przez Jana Pawła II 19 czerwca 1988 r. w grupie 117 męczenników wietnamskich.